# 카를로 마데르노

성 베드로 대성당의 파사드.

카를로 마데르노(Carlo Maderno, 1556년~1629년 1월 30일)는 티치노주 출생의 이탈리아와 스위스의 건축가로, 바로크 건축의 거장들 중 하나로 알려져 있다. 그가 설계한 산타 수산나 성당, 성 베드로 대성당과 산탄드레아 델라 발레 성당 등의 파사드는 이탈리아 바로크 양식의 진화를 파악하는 데에 중요한 열쇠가 된다. 그는 조각가 스테파노 마데르노의 형제로 알려져 있기도 하나, 일반적으로 인정된 견해는 아니다.

## 생애
스위스의 이탈리아어를 쓰는 티치노주의 카폴라고(Capolago)에서 태어난 마데르노는 대리석 채석장에서 일을 시작했으며, 1588년 로마로 이주하여 4명의 그의 형제들과 함께 그의 삼촌이자 건축가인 도메니코 폰타나를 도왔다. 그는 대리석을 베어 내는 일을 잠깐 하였는데, 조각과 관계된 일을 한 것은 훗날 그의 건축을 형성하는 데에 도움을 주었다. 그의 첫 번째 단독 작업은 산타 수산나 성당(1597년 ~ 1603년)의 전면부로 1596년에 시작하였다. 이것은 일 제수 성당과 함께 매너리즘 관습적 건축을 깨뜨린 최초의 바로크 양식의 정면부(파사드)들 중 하나에 속한다. 이 건물은 기둥들과 벽기둥들의 동적인 리듬과 함께 앞으로 뻐져나온 중앙 베이와 간결한 중앙부 장식이 구조에 복잡성을 더해준다. 이 건물에는 초기의 명랑함과 함께 엄격한 고전주의 건물 디자인이 공존하고 있다.
산타 수산나 성당의 정면부에 관심을 가진 교황 바오로 5세는 1603년 마데르노를 성 베드로 대성당의 수석 건축가로 임명한다. 마데르노는 미켈란젤로의 대성당 평면을 수정하고 호화로운 정면부와 함께 네이브를 확장한 설계안을 제출하도록 요구받았다. 1612년 완성된 정면부는 중앙 문 위에 있는 아름답게 장식된 발코니 위에서 교황이 사람들에게 축복할 수 있도록 건설되었다. 대성당의 앞부분 확장은(미켈란젤로의 그리스 십자가에서 현재의 라틴 십자가 형태로 바뀐) 성 베드로 광장에서 건물의 돔을 보는 것을 가로막는다고 비판받아왔으나, 이는 가까이 있는 대로가 근대에 만들어졌다는 사실을 무시한 것이다. 마데르노는 다른 건물들처럼 마음대로 성 베드로 성당을 설계할 자유를 갖지 못하였다.
마데르노의 대다수의 작업은 이미 존재하는 구조를 리모델링하는 것이었다. 마데르노가 설계하고 그의 관리하에 완공된 유일한 건물은 산타 마리아 델라 비토리아 성당(1608~1620)으로 이 안에는 베르니니가 설계한 코르나로 예배당과 그의 작품인 성 테레사의 법열이 있다. 또한 이 성당의 전면부는 마데르노가 설계한 것이 아니다.

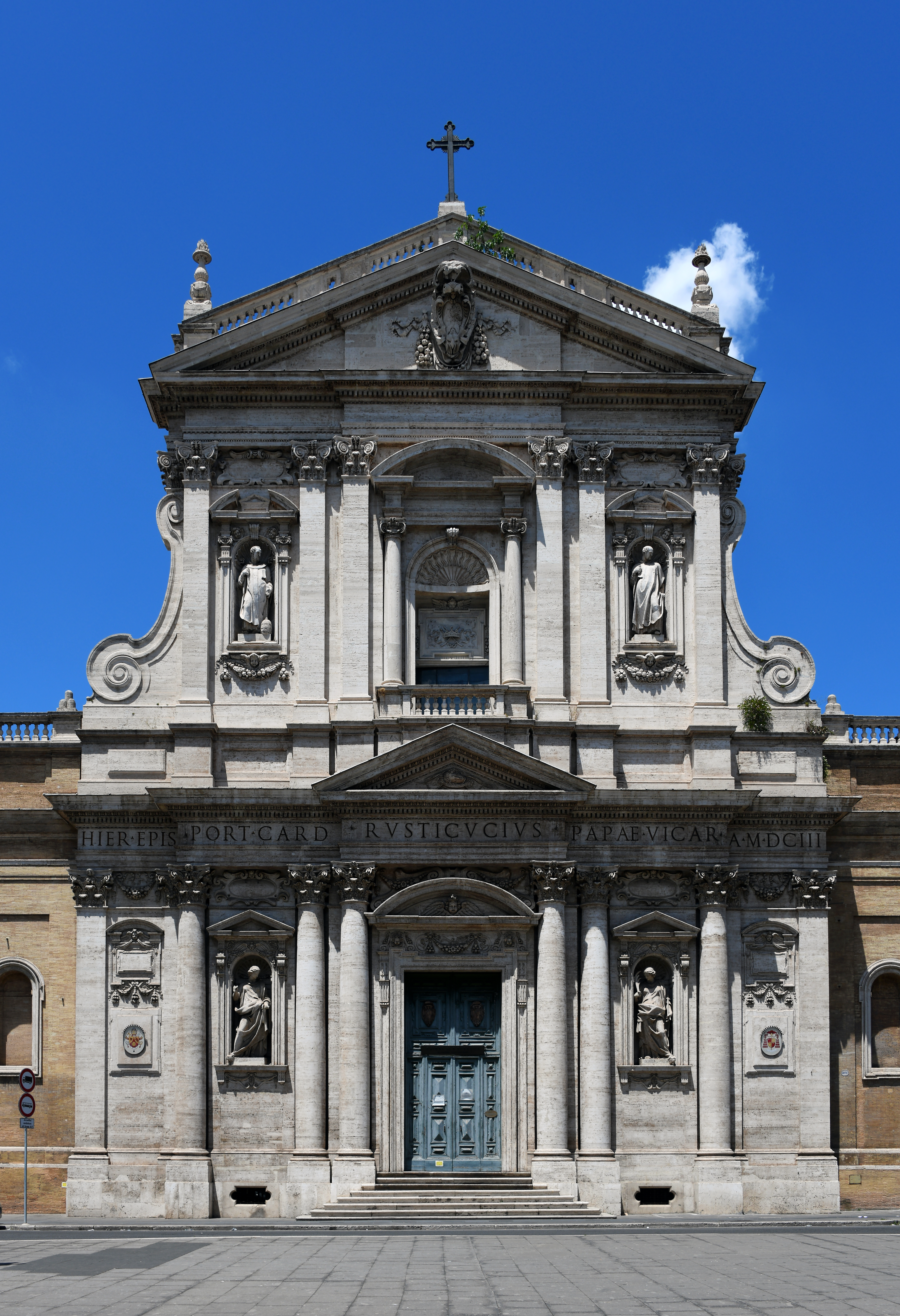
로마에 있는 산타 수산나 성당의 전면부.

마데르노의 걸작인 산탄드레아 델라 발레 성당은 전적으로 그의 작품은 아니다. 이 건물에서 그는 정면부와 돔을 설계했는데, 이는 로마에서 두 번째로 높은 건물이다. 이 성당은 원래 테아티노회를 위해 설계된 건물로 주세페 프란체스코 그리말디와 자코모 델라 포르타가 1540년에 설계하였다. 건물은 예수회 건물의 전형적인 십자형 평면을 따르고 있는데, 넓은 네이브에는 아일(측랑)이 붙어 있지 않으며 아치형 입구 너머로 예배당이 위치한다. 크로싱 부분에는 중앙 제단이 있으며, 높은 창이 있는 드럼부의 위에 있는 마데르노가 설계한 돔(조반니 란프랑코가 1621년~1625년 프레스코화를 안에 그림)을 통해 빛이 들어온다. 초기 설계는 1608년에 이뤄졌으며, 건물의 건설은 1621년에서 1625년에 이뤄졌다. 마데르노가 죽었을 때에 정면부는 반만 지어진 상태로, 카를로 폰타나가 마데르노의 원래 개념을 계속 진행시켜 완성할 수 있었다. 이 정면부에는 일 제수 성당에서 정립된 표준적인 법칙이 들어가 (프리즈와 코니스의 다양한 면들을 통해) 동적 효과와 깊이감을 더해주며, (아득하고 어두운 깊숙한 구석에 파묻힌 전체 기둥들이 그 측면의 윤곽을 그림자와 함께 드러내는 것과 같이)명암 대조(chiaroscuro)가 극명하고, 비슷한 요소들끼리는 팽팽하고 도약률적인 리듬으로 재편성된다.

그의 다른 작품으로는 로마의 제수 에 마리아 성당(Gesù e Maria), 산 자코모 델리 인쿠라빌리 성당과 그가 묻힌 산 조반니 데이 플로렌티니 성당이 있다. 또한 그는 퀴리날레 궁전, 카스텔 간돌포에 있는 교황궁, 교황 우르바노 8세를 위한 바르베리니 궁전(1628년에 시작하여 1633년 완공했으며 이후에도 많은 개조가 있었다.)을 설계했다. 콰트로 폰타네에 있는 바르베리니 궁전에서 마데르노의 작품은 마데르노의 작품은 오랜 시간 동안 베르니니와 보로미니가 건물에 덧붙인 세부설계들에 가려졌다. 마데르노의 궁전 디자인은 마테이 궁전(1598-1616)에서 가장 잘 나타난다.
마데르노는 교회들에 속한 예배당들을 설계할 것을 의뢰받았는데, 산 파올로 푸오리 데 무라 성당의 성 라우렌치오 예배당과 산타 푸덴치아나 성당의 카펠라 카에타니가 그것이다.
그는 산타 마리아 마조레 대성당의 앞에 Marian column(성모 마리아를 기념하는 기둥)의 기초를 설계했는데, 이는 후에 수많은 가톨릭 국가의 Marian column들을 설계하는 데에 표본이 되었다.

## 참조
- Chris Nyborg, "Churches of Rome: Carlo Maderno"
- Vitruvio site: Carlo Maderno
- Catholic Encyclopedia: Carlo Maderna